# 慈胜寺 (温县)
慈胜寺是一座位于河南省焦作市温县西番田镇大吴村的佛教寺庙。最早建设于唐代贞观年间。北宋末期因战乱被毁，元代重修。现存建筑多为元代遗存。2001年6月25日，慈胜寺被中华人民共和国国务院列为第五批全国重点文化保护单位。